# Ермакйоки
Ермакйоки — река в России, протекает по Муезерскому району Карелии.
Вытекает из озера Ермакъярви, в которое впадает Лабийоки. Протекает через озеро Лумеклампи. Впадает в Большое Ровкульское озеро. Длина реки составляет 5 км, площадь водосборного бассейна 154 км².

## Данные водного реестра
По данным государственного водного реестра России относится к Балтийскому бассейновому округу, водохозяйственный участок реки — Реки Карелии бассейна Балтийского моря на границе РФ с Финляндией, включая оз. Лексозеро. Относится к речному бассейну реки Реки Карелии бассейна Балтийского моря.
Код объекта в государственном водном реестре — 01050000112102000010044.